# Ragnarök (manhwa)
Ragnarök (hangul: 라그나로크) é uma série de manhwa criada por Lee Myung-Jin. Foi publicada originalmente de 1998 a 2001, com 10 volumes. No Brasil, o manhwa foi adaptado para 20 volumes, que foram publicados quinzenalmente, de outubro de 2004 a agosto de 2005 pela Conrad Editora.

## Enredo
Ragnarök mostra a vida do guerreiro Chaos, que perdeu a memória há dois anos e não se lembra de quem é. Depois de vagar pelo mundo de Midgard, ele agora mora na cidade de Payon, e é amigo próximo de Iris Irine, uma jovem clériga que irá liderar a cidade quando o momento chegar. Entretanto, o que Chaos não sabe é que ele é a reencarnação de Balder, um deus destituído de sua divindade e que cumprirá a profecia do Ragnarök, o “apocalypse dos deuses”. A antiga amiga de Balder, a feiticeira Fenris Fenrir está a sua procura para que a profecia se cumpra, enquanto as Valquírias, a ordem dos deuses o caçam para evitar o apocalypse.

## Personagens

### Protagonistas
- Chaos: Um espadachim que perdeu sua memória há dois anos. Chaos foi morar em Payon, a cidade dos valorosos guerreiros.  Lá, ele conheceu Iris Irine, uma clériga e filha do líder da aldeia da cidade. Chaos descobre sobre sua origem como Balder através do primeiro contato com Fenris Fenrir. Ao passar do tempo, Chaos começa a recobrar parte da sua memória – e de seus poderes também. Apesar de seu passado problemático, Chaos é uma boa pessoa, leal aos seus amigos. Além disso, ele pouco entende sobre relacionamentos românticos, em especial com Iris.

- Fenrir Fenris: Fenris é a reencarnação do deus lobo. Ela reencarna como uma poderosa feiticeira e tem por missão encontrar Chaos para que o Ragnarök aconteça. Fenrir tem a habilidade de copiar qualquer magia que a atinja, bem como executar magias antigas e poderosas. Fenrir se importa muito com Chaos , já que na vida divina era intimamente ligada a Balder. Por vezes, Fenrir e Iris se encontram como rivais, que tentam obter o afeto de Chaos.

- Iris Irine: A herdeira da liderança de Payon, Iris é uma clériga em treinamento e conhece muitas magias de cura. Iris Irine é apaixonado por Chaos, se referindo a ele como “namorado” por muitas vezes. Ela admira Fenrir por sua força e inteligência e tem certa birra pela ladra Lidia. Iris usa Rune Cards, papeis mágicos que armazenam magias de cura. Além disso, Iris tem uma espada mágica lendária (Existem apenas 3 espadas mágicas lendárias no mundo de Midgard) que consegue cancelar magias.

- Loki: O membro mais poderoso da Guilda dos Sicários. Loki nunca foi ferido duas vezes por um mesmo oponente antes de entrar em confronto com Chaos, que se mostrou um lutador muito poderoso. Após o vilão Skurai quase destruir a guilda dos assassinos se passando por Chaos, Loki caçou o antigo deus reencarnado em busca de vingança. Chaos consegue convencer Loki de que ele é inocente, e Loki decide juntar forças com Chaos para enfrentar Skurai. Loki é alguém desprovido de emoção, e controla a forma de magia mais poderosa do mundo, algo que só alguém “que é humano e não é” poderia fazê-lo.

- Lidia: Uma ladra que viaja o mundo de Midgard em busca de tesouros e artefatos mágicos. Lidia tem a companhia de uma gatinha de duas caudas chamada Ses. Lidia se vê como uma caçadora de tesouros, bem como seu pai foi. Seu maior sonho é achar o tesouro da cidade escondida dos elfos.

- Reina: Ao que parece, Reina é a última elfa do mundo, e tem por missão proteger a cidade dos elfos que fica abaixo da cidade de Geffen. Reina é uma arqueira habilidosa, e não gosta de Lidia e sua ambição pelos artefatos dos elfos. Reina se alia a Chaos e Loki para impedir que um vilão possa se apoderar da cidade perdida dos elfos.

### Antagonistas
- Sara Irine: Sara Irine é a irmã mais velha de Iris Irine e atualmente, é uma das doze valquírias de Freya. Apesar disso, Sara é meia irmã de Iris, e quando o pai delas matou a mãe de Sara e tentou mata-la, ela fugiu e jurou vingança contra o pai. Anos mais tarde, ela volta a Payon e consegue sua vingança contra o pai. Sara empunha outra espada mágica legendária
- Skurai, o Amaldiçoado: Um poderoso guerreiro que usa a espada amaldiçoada Talefing. A espada tem consciência própria e tem sede de sangue. Skurai aprende as técnicas de luta daqueles que tem o sangue bebido pela espada. Skurai aproveitou o ataque de Sara Irine a cidade de Payon  e massacrou toda a vila. Depois, foi atrás da Guilda, incriminando Chaos por seus atos horrendos. Skurai busca o sangue de Chaos, pois acredita que Talefing se saciará por completo com o seu sangue. Apesar de ser um vilão, Skurai era um honrado cavaleiro que vendeu sua alma a espada Talefing pelo poder dela para salvar sua amada. Infelizmente, Skurai não conseguiu impedir que um poderoso monstro matasse sua amada princesa Titania.
- Himmelmez: Outra das doze valquírias, é uma poderosa maga necromante que controla mortos vivos. O exército de mortos vivos de Himmelmez encontrou Chaos e sua equipe na busca pelo cristal do Coração de Ymir. Seu manto pode se transformar em armas variadas, e sua Varinha mágica de Hela pode desferir contra alguém um veneno letal que não tem antídoto. Somente com o Anel de Ymir (Que Himmelmez possui) é que o veneno é neutralizado.
- Bijou, a Bruxa: Uma bruxa com uma mão gigante. Ela consegue executar poderosas magias glaciais. Sara matou Bijou para salvar sua meia irmã, e após a sua morte, Bijou é acolhida por Himmelmez para reconstruir seu corpo com os poderes necromânticos dela.
- Zenobia Sadi Freile: Outra das doze valquírias. É uma elfa misteriosa que não se sabe muito acerca dela.

## Informações Adicionais
Atualmente, o manhwa Ragnarök encontra-se em hiato por tempo inderteminado. A última publicação foi em 2001 na Coreia do Sul. O autor, Lee Myoung-Jin, interrompeu a publicação da série para se dedicar a parte gráfica do MMORPG da sua obra, Ragnarök Online.